# Ceglédi KKSE
A Ceglédi KKSE  egy férfi kézilabda klub, melyet 1953-ban alapítottak, és jelenleg a NB I-ben szerepel.

## Története
A klub kézilabdacsapatát 1953-ban alapították. Első bajnokiját egy évvel később játszotta a Pest Megyei bajnokságban Ceglédi Mély- és Magasépítők SK néven. 1963-ban sikerült megnyerniük az osztály küzdelmeit, így az NB III-ban szerepelhettek a következő szezontól. 1964-től egészen 1973-ig szerepelt itt az akkor már Ceglédi Építők-nek hívott egyesület. Abban az évben először szerepelhettek az NB I/B-ben. A következő években a harmad-és a másodosztály közt ingázott a csapat, mígnem 1996-ban sikerült feljutni a legmagasabb osztályba, az NB I-be. Egészen a 2003-2004-es szezon végéig őrizték tagságukat a legjobbak között, kétszer a 4. helyen fejezték be a bajnokságot, egyszer pedig a kupában szereztek bronzérmet. Újra másod-, majd a pénzhiány miatt harmadosztályú szereplés következett, azonban főként helyi nevelésű fiatalokkal a csapat előbb a másodosztályba, majd a 2011-2012-es idény végén az élvonalba jutott vissza.

## Név változtatások
- –1997: Agrokontakt SE Cegléd
- 1997–1999: CEGÉP SE
- 1999–2000: CEGÉP KK
- 2000–2004: Ceglédi KK
- 2004–2006: Ceglédi KKKSE
- 2006–2009: DOGERITA Ásványvíz-Ceglédi KKSE
- 2009–jelenleg: Ceglédi KKSE

## Sikerek

### Hazai
Magyar Kupa
- Bronzérmes (1): 2000–01

Nemzeti Bajnokság I/B
- Bajnok (1): 2011–12

## Jelenlegi keret
2018-2019-es idény
| Goalkeepers - 12 Kránitz Zoltán - 16 Tamási Zsolt Lajos - 74 Alexa Tamás Szélsők - 4 Pásztor Ákos - 8 Csomor Tamás - 19 Szepesi István - 33 Szűcs Balázs Beállók - 17 | Szabó Bence - 18 Müller János - 92 Campar Marko Átlövők - 4 Bruno Vili Zobec - 14 Csapi Bence Jenő - 20 Gábor Marcell - 23 Hajdu Tamás - 77 Vuckovic Milan Irányítók - 5 Juhász Károly - 10 Radnic Tomislav |

## Szakmai stáb
- Vezetőedző:  Tóth Norbert (HUN)
- Kapusedző: Tamási Zsolt Lajos
- Csapatorvos: dr. Elekes Csaba
- Masszőr: Tóth Zoltán
- Erőnléti edző: Gál Csaba